# Oligodon woodmasoni
Oligodon woodmasoni este o specie de șerpi din genul Oligodon, familia Colubridae, descrisă de Sclater 1891. Conform Catalogue of Life specia Oligodon woodmasoni nu are subspecii cunoscute.